# تازی ایرانی

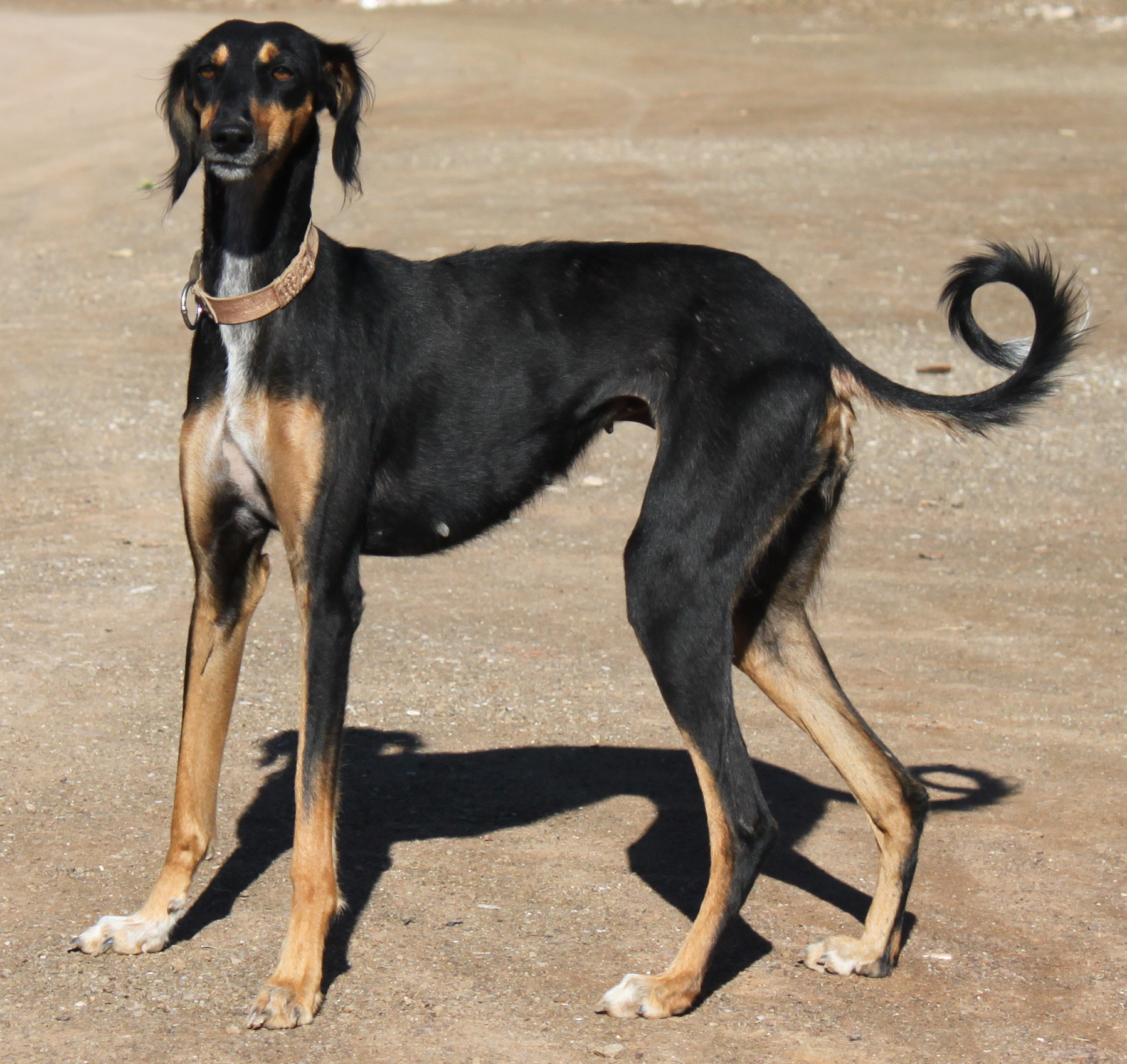
سگ تازی.

تازی (سالوکی یا پرشین هوند) گونه‌ای از سگ سانان است و آن را تازی می‌گویند که در گذشته و هم‌اکنون در جای‌جای آسیا و خاورمیانه برای شکار پرورش داده می‌شود. این نژاد سگ، دومین نژاد سریع سگ در جهان است. امروز نیز در ایران به شکار با آن می‌پردازند اما در ایران و بیشتر کشورهای جهان همچنین به عنوان سگ خانگی یا برای شرکت در مسابقه نگه‌داری می‌شود. تازی بسیار تند می‌دود و با کمک آن می‌توان حیوانات تیزپا مانند آهو و خرگوش را شکار کرد. اینگونه سگ‌ها کم‌وبیش در همهٔ مناطق آب و هوایی ایران و جهان می‌توانند زندگی کنند.
عده‌ای می‌پندارند که «تازی» در فارسی از مصدر «تاختن» و «تازیدن» می‌آید که همساز با ویژگی دوندگی این گونه از سگ است.
این سگ بومی ایران است. اما در ایران نژاد پرطرفداری نیست.
ز تازیدن گور و گرد سوار
برآمد همی دود از آن مرغزار. (فردوسی)
تازند رخش بدعت و سازند تیر کید
اما سفندیار مرا تهمتن نیند. (خاقانی)

## تاریخ

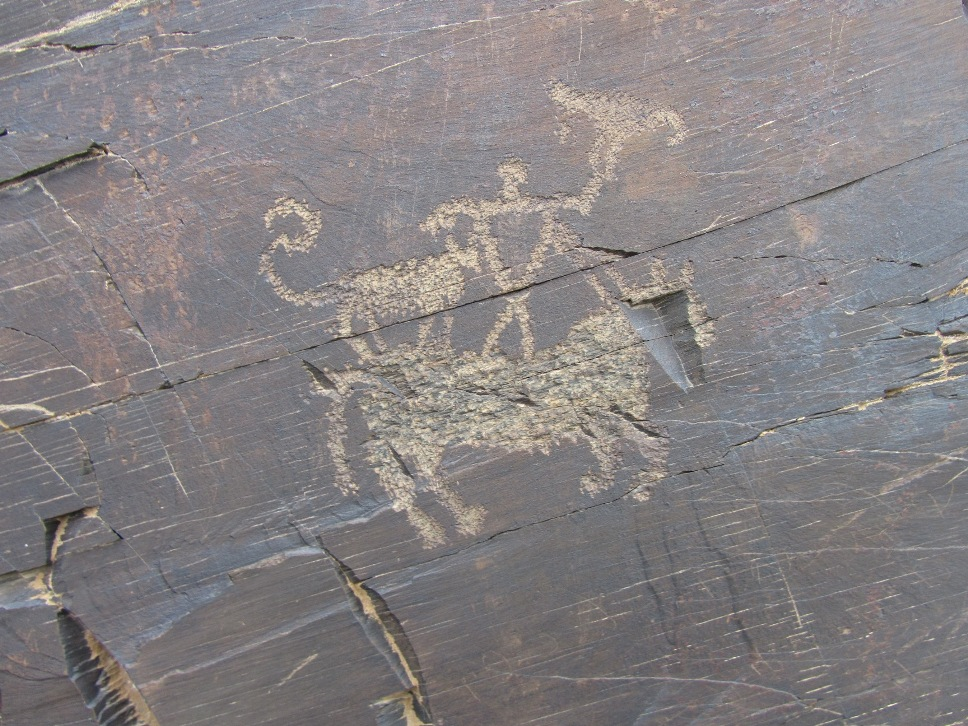
سنگ‌نگاره گلپایگان مربوط به ۱۰۰۰۰–۱۲۰۰۰ سال پیش تازی را در پشت اسب به‌همراه شکارچی و قوش نشان می‌دهد

در یافته‌های باستان‌شناسانهٔ شوش، چغامیش و تپه‌سبز در غرب ایران و میان‌رودان سفالینه‌های بسیاری با نقش تازی در حال دویدن و شکار
یافت شده‌است که از آن جمله می‌توان این ظرف ۶ تا ۷ هزار ساله را در موزهٔ لوور برشمارد. سفالینهٔ تازی و بزکوهی
در برخی از ظرفهای سفالین با نگاره‌هایی از سگ‌های تازی در پی جانورانی مانند گوزن، آهو و بزکوهی برمی‌خوریم که با باریک‌بینی فراوان و به سبکی انتزاعی نگاریده شده‌است. سفالینه‌های یافت‌شده از تل باکون در نزدیکی تخت جمشید نمونه‌های یکتایی از نگاره‌های تازی را از ۴۲۰۰ تا ۳۸۰۰ سال پیش از میلاد به نمایش گذاشته‌اند. باریکی اندام، دست‌ها و پاهای بلند و کشیده، پوزه باریک و دمی چنبرمانند همه از ویژگی‌های نمایان سگ‌های تازی است که بر این سفال‌ها نگاشته شده‌است.
همچنین می‌توان به سنگ‌نگاره‌های یافت شده در تیمره در گلپایگان استان اصفهان اشاره کرد که هرچند پژوهش‌های دیرینه‌شناسانهٔ بسنده‌ای روی آن‌ها انجام نشده، از روی دیگر گواه‌ها و سبک نگاره‌ها به دوران پیش از کشاورزی (در ایران از ۱۲ هزار سال پیش کشاورزی روی می‌داده‌است) نسبت داده می‌شوند. بر نمونه‌ای از این سنگ‌نگاره‌ها، نقش شکارچی سواره به‌همراه پرندهٔ شکاری بر روی دستش و تازی‌ش بر روی اسب نگاشته شده‌است.ببینید و ببینید
دیگر یافته‌های کهن حضور سگ‌های تازی را در منطقه‌ای یافتند که قدیمی‌ترین محل سکونت بشر در دشت بود. (نیازمند منبع) در تپه‌های باستانی سیلک، واقع در نزدیکی شهر کاشان، علاوه بر استخوان حیوانات اهلی دوران پیشین، استخوان‌های یک سگ تازی نیز به دست آمد که متعلق به هزاره چهارم پیش از میلاد بود.
علاوه بر ظروف سفالین، نقش تازی‌ها را بر روی مهرها و اثر مهرهای به جا مانده از ایران باستان نیز می‌توان یافت.
همچنین در وندیداداوستا و در فرگرد ۱۰ شاهد قوانینی برای حمایت از سگ‌ها هستیم که در آن نام سگ شکاری نیز عنوان شده‌است. به‌علاوه در بندهش دیگر کتاب زرتشتیان که در مورد آفرینش و انواع موجودات سخن می‌گوید نامی از سگان شکاری به میان آمده‌است.
از آثار یافت شده در گورهای فراعنه مصر که متعلق به ۲۱۰۰ سال پیش از میلاد هستند شواهدی به دست آمد که نشان می‌دهد در آن زمان اجساد سگ‌های تازی را مانند خداوندگارشان مومیایی کرده و به خاک می‌سپردند.
تازی‌ها در میان اعراب نیز دارای اهمیت و ارزش بالایی بوده‌اند. آنان این سگ‌ها را «سلوقی» می‌نامند و همواره در طول زمان، قبایل بدوی عرب برای تأمین مایحتاج خود وابسته به قدرت خارق‌العاده سگ‌های تازی بوده‌اند. اگر چه سگ در دین اسلام نجس شمرده می‌شود اما استثناهایی در مورد این نژاد خاص میان اعراب وجود داشت. بنا بر اعتقاد آنان سگ تازی هدیه‌ای از جانب خداوند بود. آنان تنها سگانی بودند که اجازه داشتند داخل خیمه شیخ‌های عرب بنشینند. در میان اعراب علاقه و گرامی داشت نسبت به این سگ به حدی بود که آن را «ال حُر» می‌نامیدند که به معنای حیوان آزاده و اصیل است. (نیازمند منبع)
در اسلام در خصوص سگان شکاری آمده‌است: یَسْأَلُونَکَ مَاذَا أُحِلَّ لَهُمْ قُلْ أُحِلَّ لَکُمُ الطَّیِّبَاتُ وَمَا عَلَّمْتُم مِّنَ الْجَوَارِحِ مُکَلِّبِینَ تُعَلِّمُونَهُنَّ مِمَّا عَلَّمَکُمُ اللّهُ فَکُلُواْ مِمَّا أَمْسَکْنَ عَلَیْکُمْ وَاذْکُرُواْ اسْمَ اللّهِ عَلَیْهِ وَاتَّقُواْ اللّهَ إِنَّ اللّهَ سَرِیعُ الْحِسَابِ. (سورهٔ مائده، آیه ۴)
که در این‌جا مکلبین اشاره به حیواناتی دارد که مانند سگ شکاری برای شکار تعلیم داده شده‌اند؛ و ترجمهٔ آن به این صورت است:
نقل به مضمون «... از صیدی که حیوانات آموزش‌دیده‌تان (مانند سگ) برای‌تان می‌آورند بخورید.»

## شکار با سگ‌های تازی
در اسطوره‌های ایرانی شکار آموختن به سگان از ابداعات هوشنگ پیشدادی است.
در گذشته شاهان و بزرگان به شکار با سگ‌های تازی علاقه داشتند و همیشه در تازی-خانه‌های آن‌ها تعداد زیادی تازی آموزش‌دیده وجود داشت که هر یک دارای خدمه و مسئول خاص خود بودند. سلطان محمود غزنوی تمام سگ‌های تازی خود را جل اطلس و زربفت می‌پوشاند و گردن بند جواهرنشان به گردنشان می‌انداخت. در رستم التواریخ نیز آمده‌است، در دوران صفویه مسئول سگ‌های شکاری را «تازی‌کش باشی» می‌نامیدند و سگ تازی خانه‌های آن‌ها پر بود از «سگان شیرگیر پلنگ فرسا و تازی‌های نخجیر گیر آهو ربا.»
از سگ‌های تازی برای شکار انواع حیوانات از قبیل آهو، جبیر، گور و خرگوش استفاده می‌شود.

## انواع تازی در ایران
در ایران چند نوع تازی وجود دارد
- تازی سلوکی قدیمیترین تازی ایران می‌باشد که در اشعار خاقانی و نقاشیهای مینیاتور فصل شکار اثر کمال الدین بهزاد از آن‌ها یاد شده‌است.
- تازی کردی در غرب و شمال‌غرب دیده می‌شود و معمولاً ظریف است و سریع و برای شکار خرگوش و آهو از آن استفاده می‌شود.
- تازی شرق ایران که در استان‌های خراسان و سیستان دیده می‌شود شباهت بسیاری به تازی کردی دارد و درشت‌اندام است و با آن گراز و خرگوش و آهو و… شکار می‌شود.
- تازی کوسه در مناطق جنوب‌غربی و همچنین برخی مناطق جنوب شرقی دیده می‌شود و بدن و گوش آن کم‌موتر است.
- تازی بلوچی در جنوب استان سیستان وبلوچستان دیده می‌شود. با بدنی مو دار و با موهایی بسیار بلند که در هم تنیده می‌شوند.

در شمال شرق ایران (برای مثال استان گلستان) نیز از دیرباز تازی وجود داشته و برای شکار به‌کار برده می‌شده‌است. این تازی با تازی‌های کرد و بعضی مناطق شرق ایران شباهت بسیار دارد.
تازی‌ها امروزه در مناطق روستایی یا نزد بادیه‌نشین‌های مناطق مرزی ایران نیز وجود دارند که هر منطقه جثه و رنگ ویژه‌ای دارد اما همهٔ این انواع به عنوان تازی ایرانی و در یک گروه قرار می‌گیرند. کما این‌که به‌جز انواع بسیار پرموی بلوچی بقیهٔ انواع تقریباً در کلیهٔ مناطق یاد شده به صورت موردی قابل رویت هستند.

## پوشش مو در بدن تازی
- گوش و بدن مودار (شَلال)
- گوش مودار و بدن کم مو
- گوش و بدن با موهای خیلی کوتاه (کوسه)
- گوش و بدن با موهای کاملاً بلند

## نگارخانه

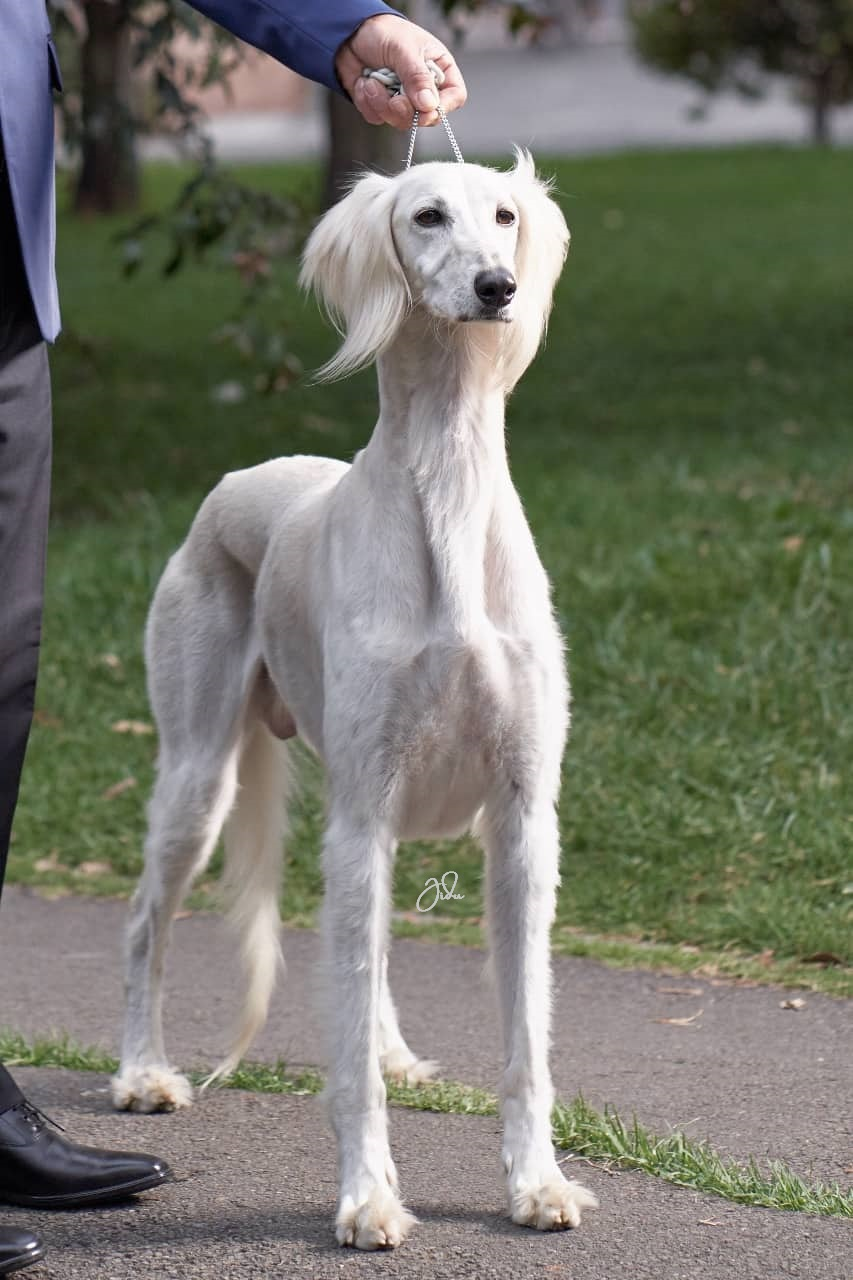
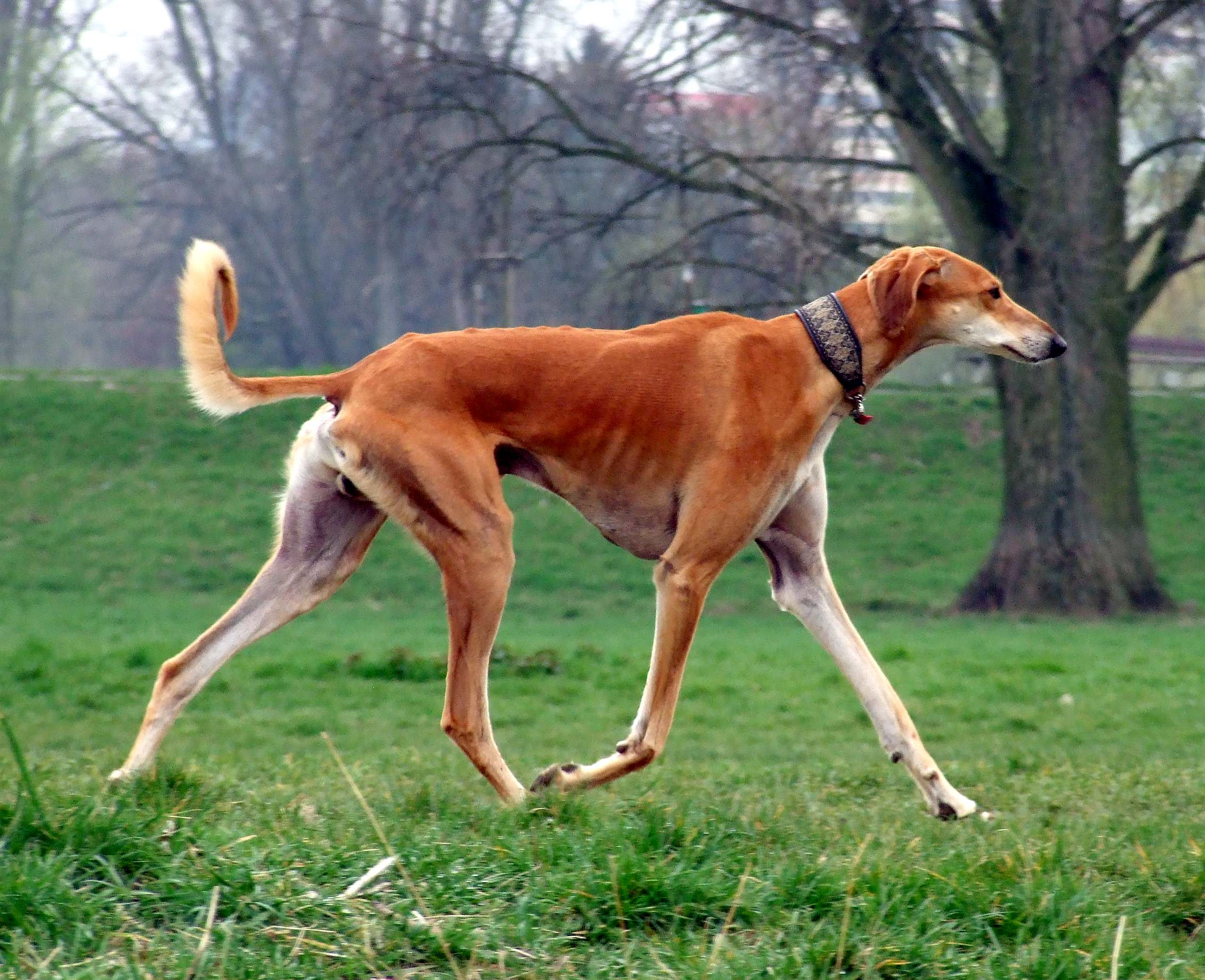
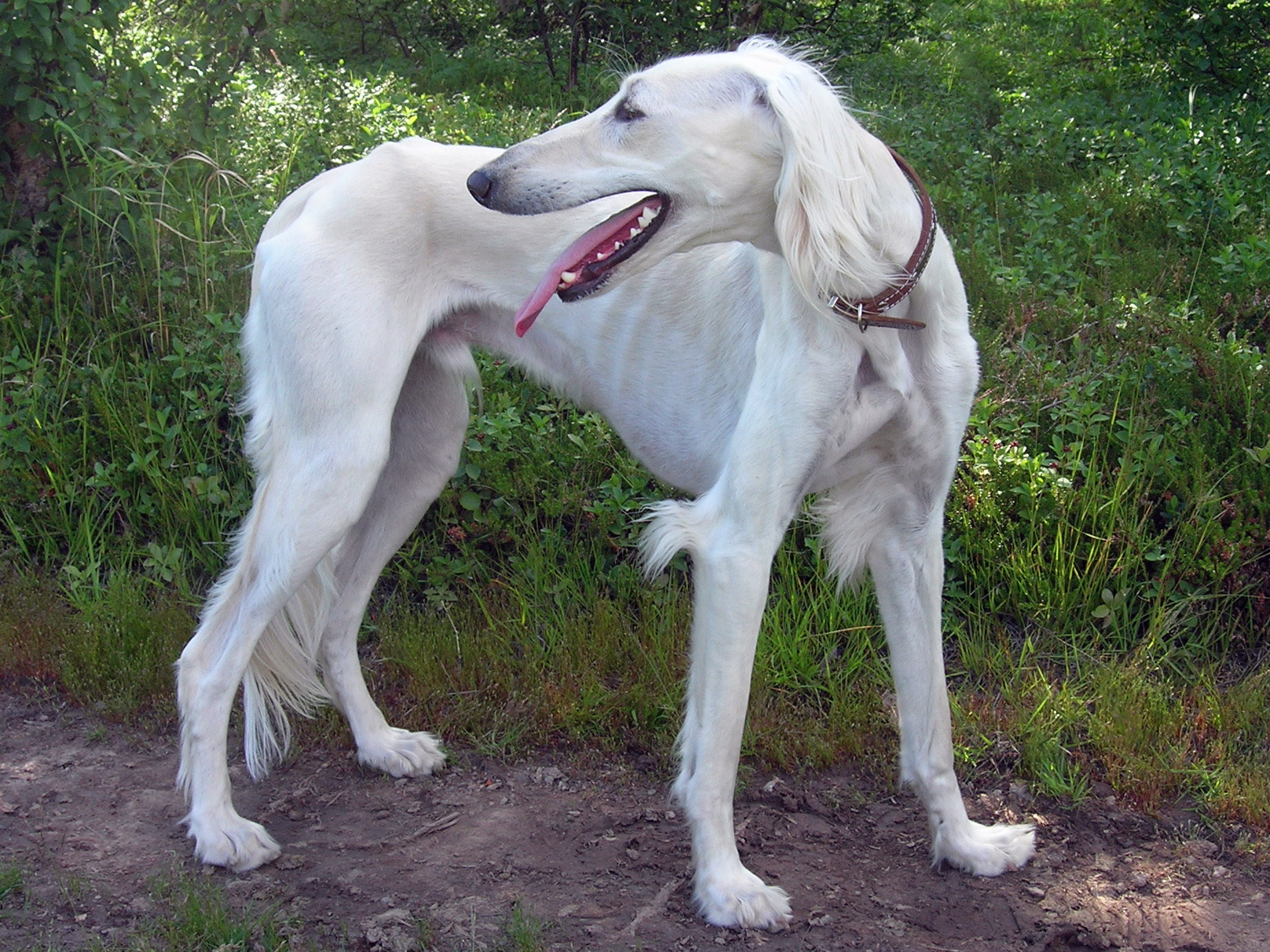
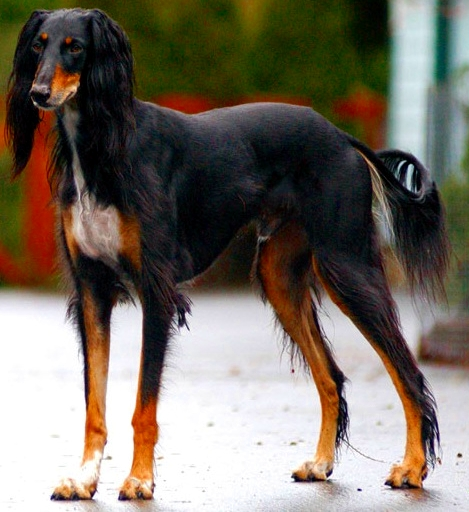
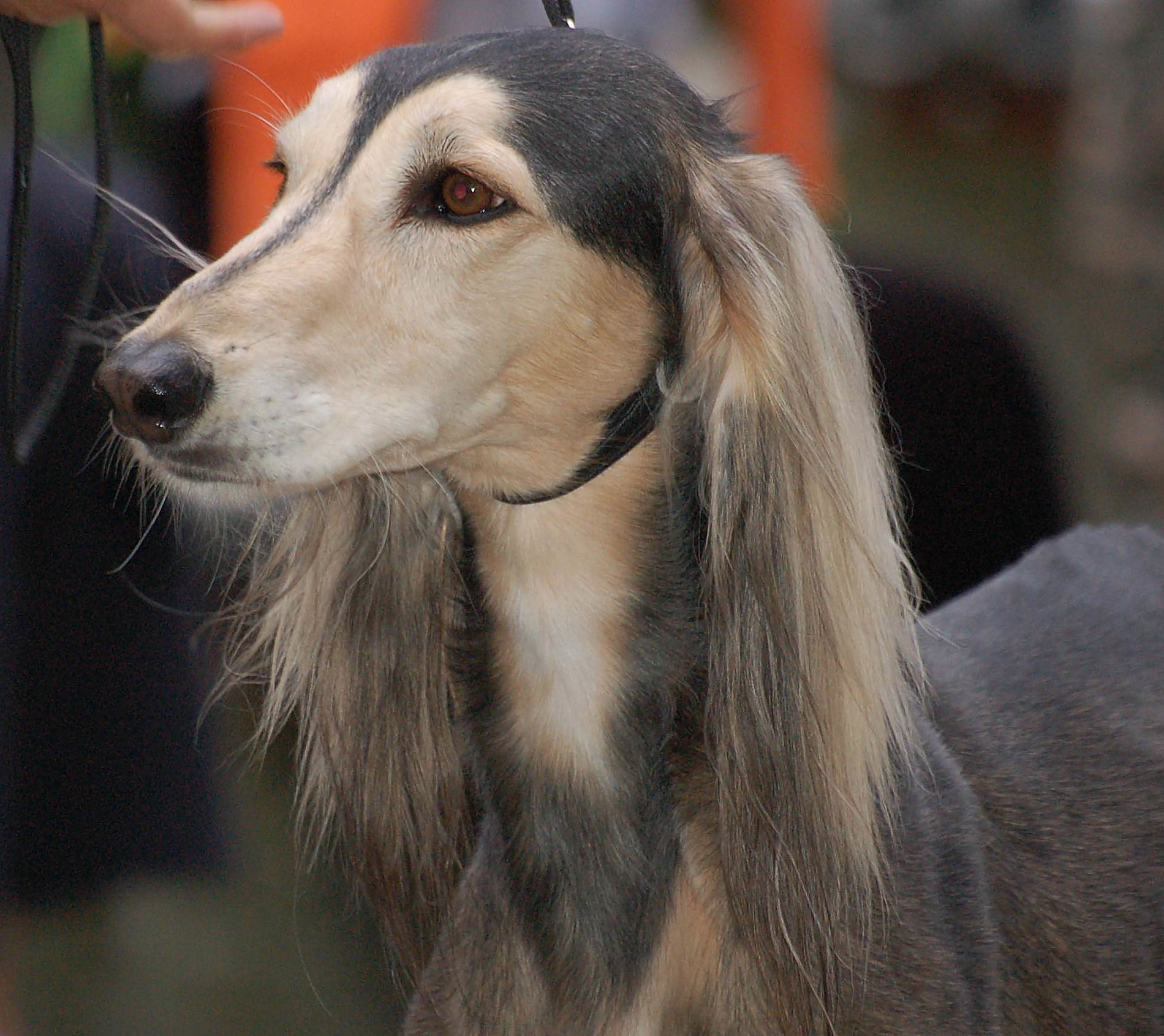
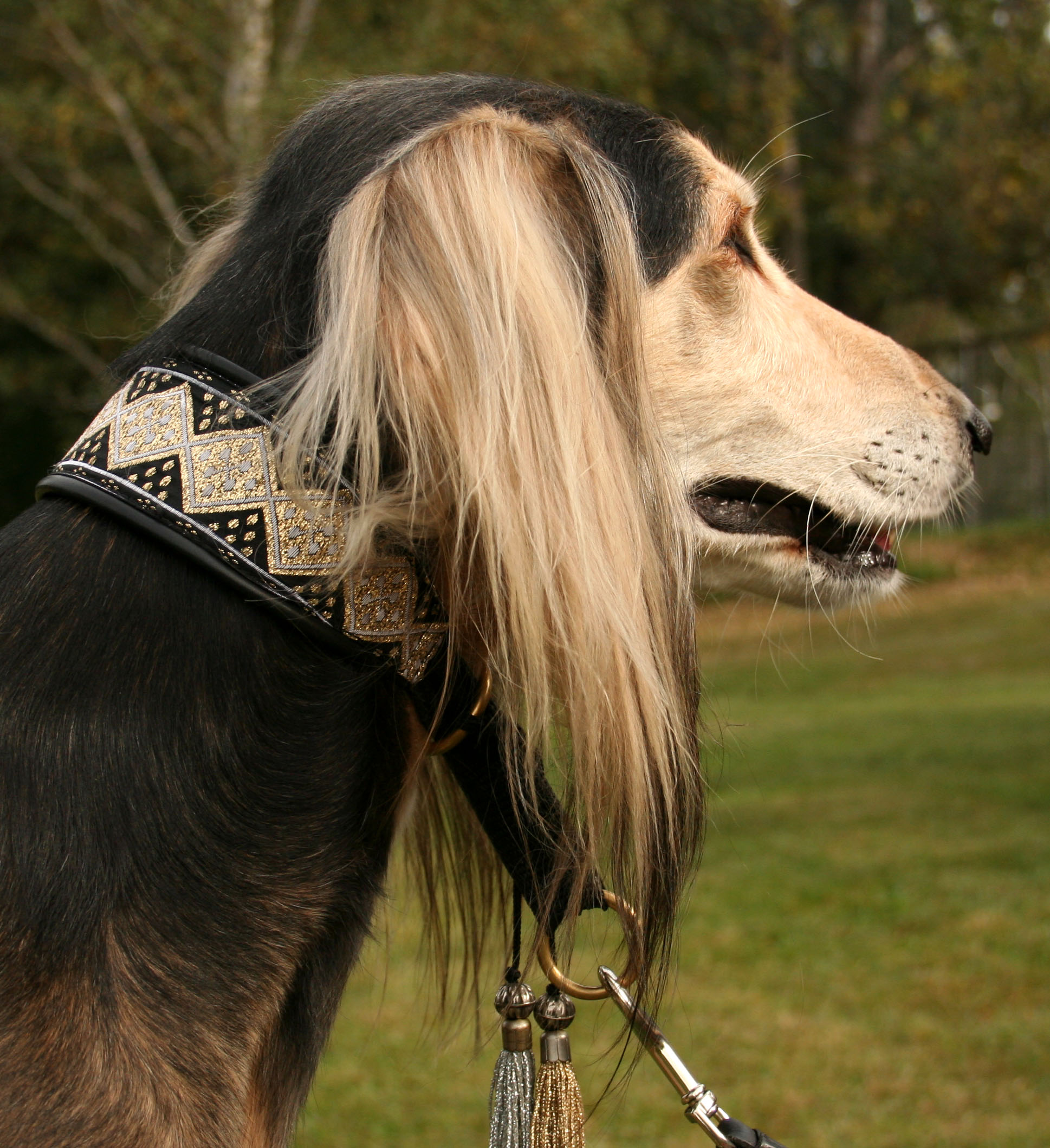
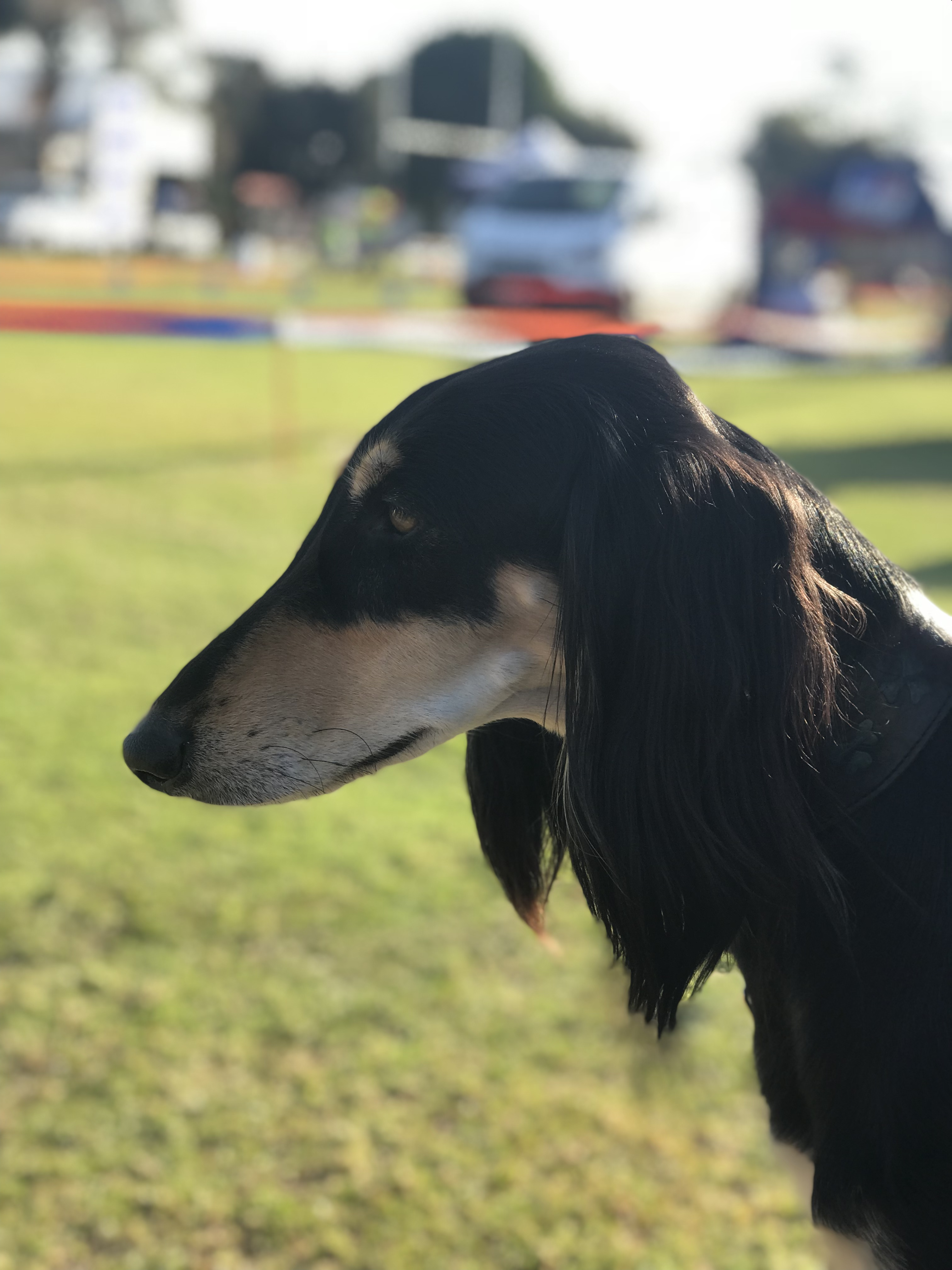